# Taurus (2022)
Taurus (Arbeitstitel: Good News) ist ein US-amerikanischer Spielfilm von Tim Sutton aus dem Jahr 2022. Das Drama blickt auf das Leben eines erfolgreichen Rap-Musikers (dargestellt vom echten Rapper Machine Gun Kelly, alias Colson Baker), dessen Leben sich in einer Abwärtsspirale befindet.
Die Weltpremiere des Films fand am 13. Februar 2022 bei der 72. Berlinale in der Sektion „Panorama“ statt.

## Handlung
Der frisch geschiedene Rapper Cole hat gerade eine erschöpfende Tournee hinter sich gebracht. Sämtliche Beziehungen zu anderen Menschen sind bei ihm durch u. a. Sucht und Ruhm zerbrochen, darunter auch zu seiner kleinen Tochter.
Cole sucht Inspiration für einen neuen Song und begibt sich ins Aufnahmestudio. Seine persönliche Assistentin Ilana soll dafür sorgen, dass er sich vollständig auf seine Arbeit konzentrieren kann. Dennoch kommt es für Cole zur verstörenden Begegnungen mit Musikkollegen, Paparazzi, Drogendealern oder Prostituierten. Weder gelingt es ihm, sich zu ändern, noch seine gebrochene Persönlichkeit zu erkennen oder anderen zu verzeihen. Cole scheint keinen Weg aus der Abwärtsspirale zu finden.

## Veröffentlichung

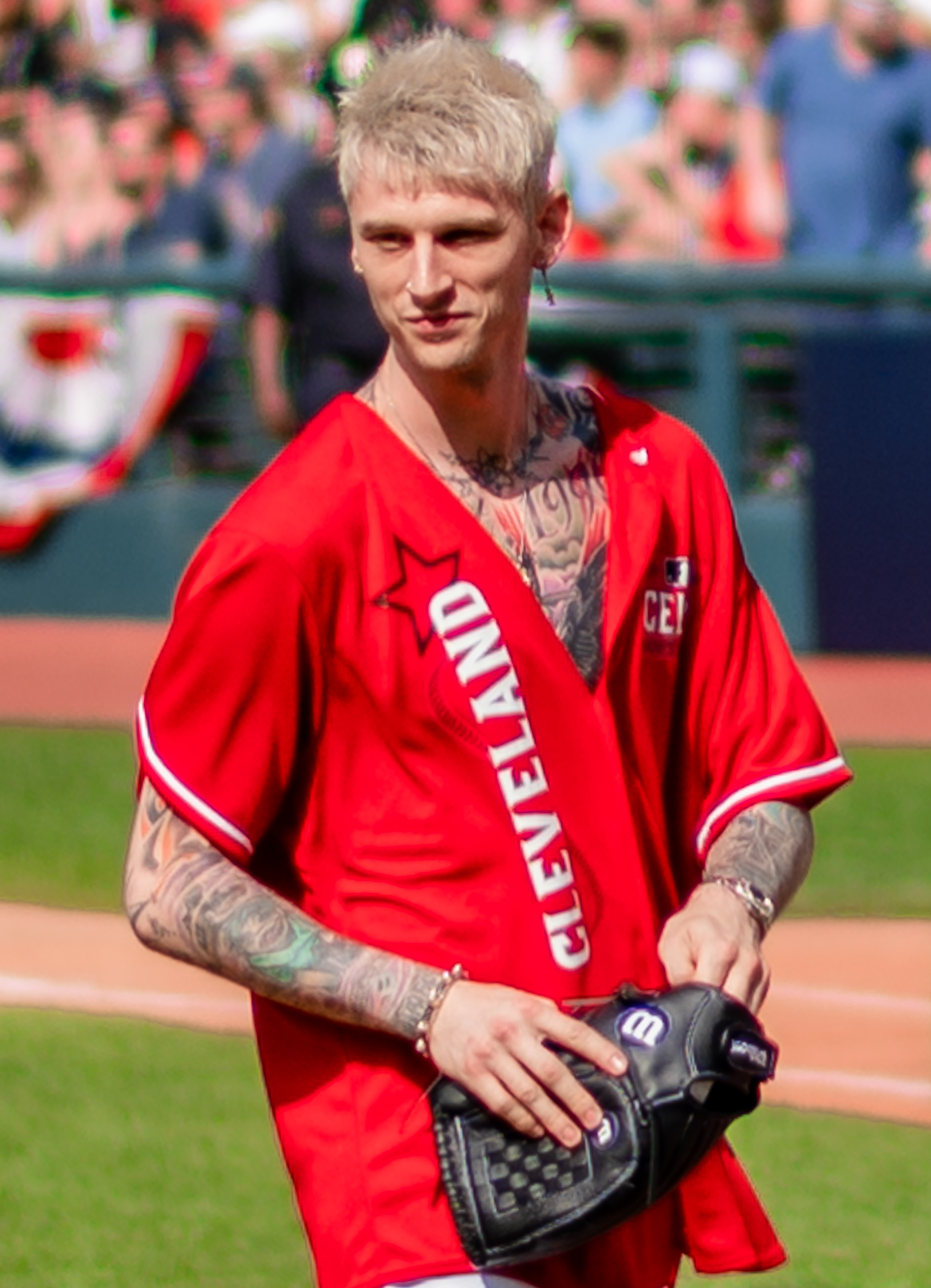
Der Rapper Machine Gun Kelly übernahm die Hauptrolle des Cole.

Taurus erhielt eine Einladung in die Sektion Panorama der Berlinale. Dort wurde das Werk am 13. Februar 2022 uraufgeführt.

## Auszeichnungen
Im Rahmen der Präsentation auf der Berlinale ist Taurus für den Panorama Publikumspreis nominiert.